# Svante Thuresson
Svante Thuresson, né le 7 février 1937 à Stockholm et mort le 10 mai 2021, est un chanteur et musicien de jazz suédois.
Il a représenté la Suède au Concours Eurovision de la chanson 1966 à Luxembourg avec la chanson Nygammal vals, en duo avec Lill Lindfors, avec laquelle il termine 2e.